# Tragikomödie
Eine Tragikomödie beschreibt ein Drama in der Literatur und im Theater sowie Spielfilm, in dem die Merkmale der Tragödie und der Komödie eng miteinander verknüpft sind. Im weiteren Sinne bezeichnet der Begriff eine Tragödie, welche neben den tragischen auch komische Bestandteile enthält, wie z. B. die alten spanischen und englischen Tragödien.

## Die Gattung
Erfunden wurde der Begriff „Tragikomödie“ von Plautus (254–184 v. Chr.), um die Verbindung beider Elemente in seinem Amphitruo zu benennen. Aber auch Aristoteles und Euripides hatten im Theater der griechischen Antike bereits ein Komödienende an eine Tragödie angefügt.
Sehr verbreitet war die Gattung der Tragikomödie als tragicomédie im französischen Theater des 17. Jahrhunderts, wo sie in den 1630er Jahren, d. h. zu Beginn der Epoche der französischen Klassik, eine Blütezeit erlebte, z. B. in Gestalt eines der berühmtesten Stücke der französischen Literatur: Le Cid von Pierre Corneille (1636). Die klassische tragicomédie hatte, ganz wie eine tragédie, in fürstlichen oder anderen hochgestellten Kreisen zu spielen, die drei Einheiten von Ort, Zeit und Handlung einzuhalten und paarweise reimende Alexandriner als Versmaß zu benutzen. Der grundlegende Unterschied zur tragédie war, dass sie nicht mit dem Tod des oder der Protagonisten endete, ohne dabei aber obligatorisch einen heiteren oder gar glücklichen Ausgang zu haben. Komik im heutigen Sinne gehörte nicht zum Programm der tragicomédie. Sie war der vorzugsweise in bürgerlichen Kreisen spielenden comédie vorbehalten.
Tragikomisch bezeichnet heute im gängigen Sprachgebrauch ein Geschehen, das in seiner ganzen Entwicklung einen tragischen, d. h. unglücklichen Ausgang erwarten ließ, aber überraschend ein gutes, d. h. glückliches Ende nimmt, das zugleich in seiner Art und Weise komisch wirkt.

„Ich nenne durchaus Komödie nicht eine Vorstellung die bloß Lachen erregt, sondern eine Vorstellung die für jedermann ist. Tragödie ist nur für den ernsthaftern Teil des Publikums, der Helden der Vorzeit in ihrem Licht anzusehn und ihren Wert auszumessen im Stande ist. So waren die griechischen Tragödien Verewigung merkwürdiger Personen ihres Vaterlandes in auszeichnenden Handlungen oder Schicksalen; So waren die Tragödien Shakespears wahre Darstellungen aus den Geschichten älterer und neuerer Nationen. Die Komödien jener aber waren für das Volk, und der Unterschied von Lachen und Weinen war nur eine Erfindung späterer Kunstrichter, die nicht einsahen, warum der größere Teil des Volkes geneigter zum Lachen als zum Weinen sei, und je näher es dem Stande der Wildheit oder dem Hervorgehen aus demselbigen, desto mehr sich seine Komödien dem Komischen nähern mussten.“

## Tragikomödien im neueren deutschen Theater
Nach 1945 nahm die Zahl der tragikomischen Dramen stark zu. Friedrich Dürrenmatt schrieb über die Gattung, sie „sei die einzig mögliche dramatische Form, heute das Tragische auszusagen“. Denn die Tragödie setze, wie Dürrenmatt in seinem Text Theaterprobleme von 1955 sagt, „Schuld, Not, Maß, Übersicht, Verantwortung“ voraus, um ihr Ziel, die Läuterung des Einzelnen, zu erreichen. In der Unübersichtlichkeit der modernen Welt, so Dürrenmatt, werde Schuld verwischt und abgeschoben, der Moderne komme nur die Groteske bei.
Bekannte Beispiele sind:
- Jakob Michael Reinhold Lenz: Der Hofmeister (1774)
- Frank Wedekind: Frühlings Erwachen (1891)
- Gerhart Hauptmann: Die Ratten (1911)
- Carl Zuckmayer: Der Hauptmann von Köpenick. Ein deutsches Märchen (1931)
- Friedrich Dürrenmatt: Der Besuch der alten Dame (1956)
- Max Frisch: Biedermann und die Brandstifter (1958)
- Friedrich Dürrenmatt: Die Physiker (1962)

## Tragikomödien im Film
Der aus der Theaterwelt stammende Terminus der Tragikomödie wird mittlerweile auch häufig auf Filme angewendet. Laut dem Lexikon der Filmbegriffe hat sich allerdings noch keine klare Definition für den Filmbereich etabliert, zumal die Abgrenzung zu den Begriffen Dramedy oder Schwarze Komödie mitunter schwierig ist. Der Begriff Dramedy wird vorrangig auf Fernsehserien angewendet, während die Schwarze Komödie sich in Verbindung mit dem Lachen eher auf das Grauenhafte, die Tragikomödie hingegen mehr auf das Mitleid einlässt. Als bekannte filmische Beispiele einer Tragikomödie können gelten:
- Charlie Chaplin: The Kid (1921)
- Jean Renoir: Die Spielregel (1939)
- Billy Wilder: Das Appartement (1960)
- Martin Scorsese: The King of Comedy (1982)
- Bruce Robinson: Withnail & I (1987)
- Paul Thomas Anderson: Punch-Drunk Love (2002)
- Jason Reitman: Juno (2007)
- Olivier Nakache & Éric Toledano: Ziemlich beste Freunde (2011) und Heute bin ich Samba (2015)
- Maren Ade: Toni Erdmann (2016)